# Эделмен, Дэниел
Дэ́ниел И́тан Э́делмен (англ. Daniel Ethan Edelman; 28 апреля 2003, Уоррен-Тауншип, Нью-Джерси, США) — американский футболист, опорный полузащитник клуба «Нью-Йорк Ред Буллз».

## Карьера

### Клубная карьера
С 2015 по 2020 год находился в системе Академии развития игроков (PDA). В 2020 году присоединился к академии клуба MLS «Нью-Йорк Ред Буллз».
17 июля 2020 года Эделмен дебютировал за «Нью-Йорк Ред Буллз II» в Чемпионшипе ЮСЛ в матче против «Хартфорд Атлетик», в котором вышел на замену в конце второго тайма вместо Роя Боатенга. 22 июля в матче против «Филадельфии Юнион II» забил свой первый гол за «Нью-Йорк Ред Буллз II». 24 марта 2021 года Эделмен подписал профессиональный контракт с «Нью-Йорк Ред Буллз II».
17 декабря 2021 года Эделмен подписал с «Нью-Йорк Ред Буллз» двухлетний контракт по правилу доморощенного игрока с опциями продления на сезоны 2024 и 2025. 26 февраля 2022 года в матче стартового тура сезона против «Сан-Хосе Эртквейкс» дебютировал в MLS, выйдя на замену во втором тайме вместо Дрю Йервуда. 27 августа в матче против «Интер Майами» забил свой первый гол в MLS. 21 декабря 2023 года Эделмен подписал с «Нью-Йорк Ред Буллз» новый четырёхлетний контракт до конца сезона 2027 с опцией продления на сезон 2028.

### Международная карьера
В составе сборной США до 20 лет Эделмен стал победителем молодёжного чемпионата КОНКАКАФ 2022.
Был включён в состав сборной на молодёжный чемпионат мира 2023.

## Достижения
Командные
 сборная США до 20 лет
- Победитель молодёжного чемпионата КОНКАКАФ: 2022

## Статистика выступлений
| Выступление           | Выступление      | Выступление      | Лига | Лига | Плей-офф | Плей-офф | Кубок | Кубок | Континент | Континент | Итого | Итого |
| Клуб                  | Лига             | Сезон            | Игры | Голы | Игры     | Голы     | Игры  | Голы  | Игры      | Голы      | Игры  | Голы  |
| --------------------- | ---------------- | ---------------- | ---- | ---- | -------- | -------- | ----- | ----- | --------- | --------- | ----- | ----- |
| Нью-Йорк Ред Буллз II | USLC             | 2020             | 5    | 1    | —        | —        | —     | —     | —         | —         | 5     | 1     |
| Нью-Йорк Ред Буллз II | USLC             | 2021             | 30   | 1    | —        | —        | —     | —     | —         | —         | 30    | 1     |
| Нью-Йорк Ред Буллз II | USLC             | 2022             | 4    | 0    | —        | —        | —     | —     | —         | —         | 4     | 0     |
| Нью-Йорк Ред Буллз II | MLS Next Pro     | 2023             | 2    | 0    | —        | —        | —     | —     | —         | —         | 2     | 0     |
| Нью-Йорк Ред Буллз II | Итого            | Итого            | 41   | 2    | —        | —        | —     | —     | —         | —         | 41    | 2     |
| Нью-Йорк Ред Буллз    | MLS              | 2022             | 16   | 1    | 1        | 0        | 2     | 0     | —         | —         | 19    | 1     |
| Нью-Йорк Ред Буллз    | MLS              | 2023             | 23   | 1    | 2        | 0        | 1     | 0     | 4         | 0         | 30    | 1     |
| Нью-Йорк Ред Буллз    | MLS              | 2023             | 0    | 0    | —        | —        | 0     | 0     | —         | —         | 0     | 0     |
| Нью-Йорк Ред Буллз    | Итого            | Итого            | 39   | 2    | 3        | 0        | 3     | 0     | 4         | 0         | 49    | 2     |
| Всего за карьеру      | Всего за карьеру | Всего за карьеру | 80   | 4    | 3        | 0        | 3     | 0     | 4         | 0         | 90    | 4     |

Источники: Transfermarkt, Soccerway, Footballdatabase.eu.